# Janez Jerovšek
Janez Jerovšek, slovenski sociolog, univerzitetni profesor in publicist, * 26. november 1929, Jarše, Kraljevina Jugoslavija, † oktober 2023.

## Življenje in delo
Janez Jerovšek se je rodil 26. novembra 1929 v Jaršah v občini Domžale, kjer je tudi obiskoval osnovno šolo. Izobraževanje je nadaljeval na prvi državni gimnaziji v Ljubljani in maturiral leta 1949. Po končani gimnaziji se je vpisal na Filozofsko fakulteto Univerze v Ljubljani, kjer je leta 1954 diplomiral iz filozofije. Nato se je v letu 1965 eno leto strokovno izpopolnjeval v ZDA na univerzi v Ann Arboru v zvezni državi Michigan in še nekaj časa na univerzi v zvezni državi Oregon ter leta 1968 opravil doktorat iz socioloških znanosti. Leta 1978 je nato odšel še na polletno izpopolnjevanje na Max Planck inštitut v Berlin.
V vsem tem času je bil publicistično aktiven, saj je napisal 10 knjig ter več kot 300 člankov in razprav, ki so bili objavljeni v Sloveniji, na Hrvaškem, v Srbiji, pa tudi v ZDA in Nemčiji. Vsa njegova publicistična dejavnost je zabeležena na COBISS-u.
Zaposlen je bil kot redni profesor (naziv od 1985) na Fakulteti za družbene vede v Ljubljani (FDV). V času med letoma 1991 in 1992 pa je opravljal funkcijo generalnega direktorja RTV Slovenije. Njegova obsežna publicistična dejavnost ga kaže kot izjemno dejavnega tako na strokovnem področju kot v družbeno političnem življenju.
Kot aktiven raziskovalec je kritično obravnaval takratno vladajočo politiko, kar je pri oblasti izzvalo sprva neodobravanje, se kasneje stopnjevalo z zasledovanjem in leta 1974 končalo s prepovedjo opravljanja pedagoške dejavnosti skupaj s še tremi sodelavci na Fakulteti za sociologijo, politične vede in novinarstvo, kasnejši FDV. Formalno je bil rehabilitiran leta 1985, dejansko pa po 1990/91.

## Pomembnejša dela
- Industrijska sociologija. Maribor: Obzorja, 1972
- Učinkovita delovna organizacija. Maribor: Obzorja, 1979.
- Izobrazba in ekonomska uspešnost. Ljubljana: Univerzum, 1980.
- Mobilnost kadrov in gospodarstvo. Ljubljana: Univerzum, 1982
- Delovne organizacije, veliki sistemi in gospodarski razvoj. Ljubljana: Državna založba Slovenije, 1986.